# Marek Karpiński (matematyk)

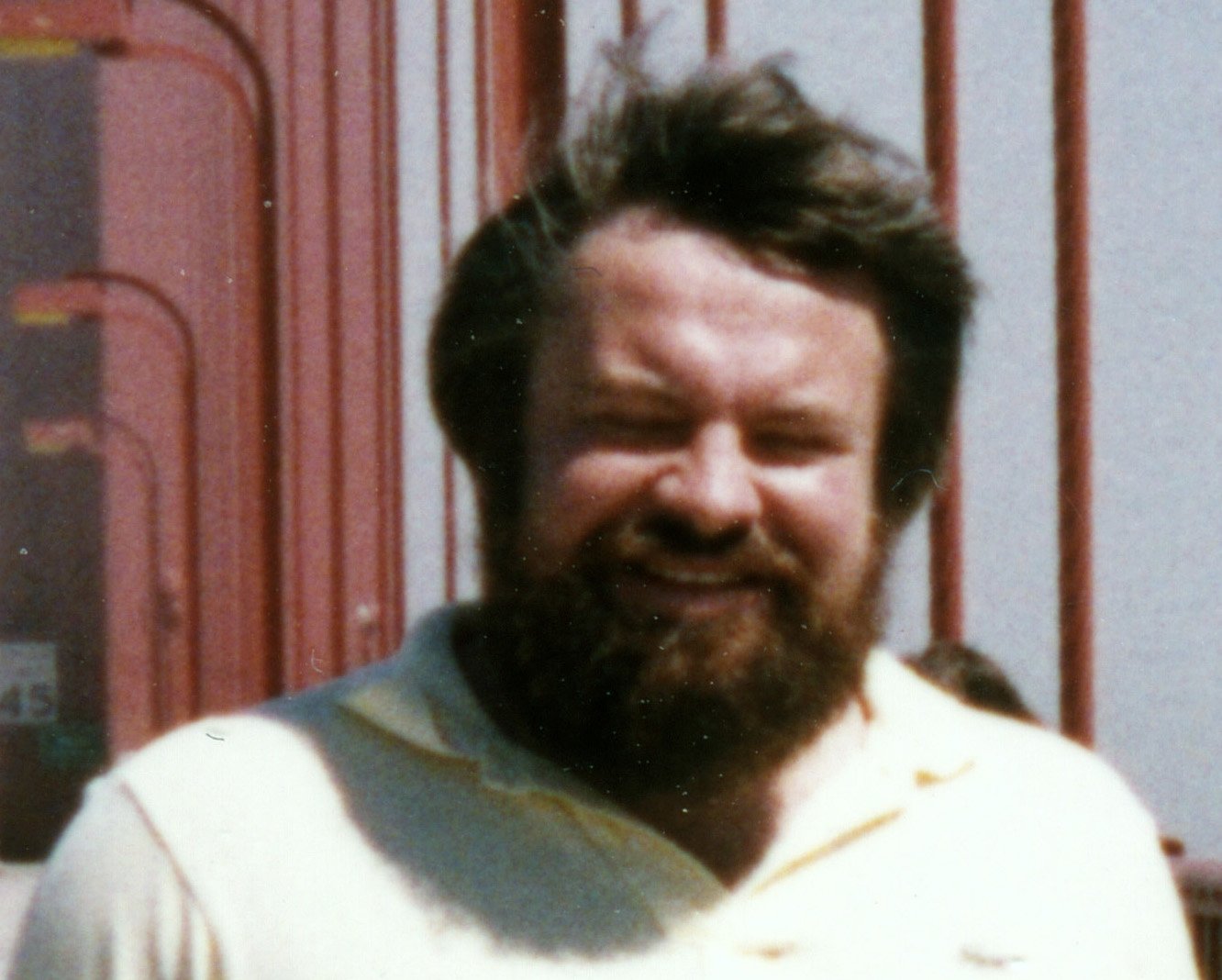
Marek Karpiński

Marek Karpiński (ur. 25 marca 1948) – polski profesor, informatyk i matematyk, znany ze swoich badań w teorii algorytmów i ich zastosowań, podstaw matematycznych, złożoności obliczeniowej i badań operacyjnych. Absolwent I LO w Poznaniu. Studiował na Uniwersytecie im. Adama Mickiewicza w Poznaniu i na Politechnice Poznańskiej. Prowadził badania i wykładał na szeregu uczelni europejskich i amerykańskich m.in. w Berkeley, Princeton i Bonn. Został odznaczony szeregiem nagród naukowych.
Obecnie jest profesorem informatyki i matematyki i kierownikiem grupy teorii algorytmów i złożoności obliczeniowej na Uniwersytecie w Bonn i sekcji algorytmicznej w Bonn-Aachen Research School. Jest również członkiem założycielem Bonn International Graduate School in Mathematics BIGS i Hausdorff Center for Mathematics.